# Popis integrala hiperbolnih funkcija
Slijedi popis integrala (antiderivacija funkcija) hiperbolnih funkcija. Za potpun popis integrala funkcija, pogledati tablica integrala i popis integrala.
Za konstantu c se pretpostavlja da je različita od nule.
{\displaystyle \int \operatorname {sh} cx\,dx={\frac {1}{c}}\operatorname {ch} cx+C}
{\displaystyle \int \operatorname {ch} cx\,dx={\frac {1}{c}}\operatorname {sh} cx+C}
{\displaystyle \int \operatorname {sh} ^{2}cx\,dx={\frac {1}{4c}}\operatorname {sh} 2cx-{\frac {x}{2}}+C}
{\displaystyle \int \operatorname {ch} ^{2}cx\,dx={\frac {1}{4c}}\operatorname {sh} 2cx+{\frac {x}{2}}+C}
{\displaystyle \int \operatorname {sh} ^{n}cx\,dx={\frac {1}{cn}}\operatorname {sh} ^{n-1}cx\operatorname {ch} cx-{\frac {n-1}{n}}\int \operatorname {sh} ^{n-2}cx\,dx+C\qquad {\mbox{(za }}n>0{\mbox{)}}}
također: {\displaystyle \int \operatorname {sh} ^{n}cx\,dx={\frac {1}{c(n+1)}}\operatorname {sh} ^{n+1}cx\operatorname {ch} cx-{\frac {n+2}{n+1}}\int \operatorname {sh} ^{n+2}cx\,dx+C\qquad {\mbox{(za  }}n<0{\mbox{, }}n\neq -1{\mbox{)}}}
{\displaystyle \int \operatorname {ch} ^{n}cx\,dx={\frac {1}{cn}}\operatorname {sh} cx\operatorname {ch} ^{n-1}cx+{\frac {n-1}{n}}\int \operatorname {ch} ^{n-2}cx\,dx+C\qquad {\mbox{(za }}n>0{\mbox{)}}}
također: {\displaystyle \int \operatorname {ch} ^{n}cx\,dx=-{\frac {1}{c(n+1)}}\operatorname {sh} cx\operatorname {ch} ^{n+1}cx-{\frac {n+2}{n+1}}\int \operatorname {ch} ^{n+2}cx\,dx+C\qquad {\mbox{(za }}n<0{\mbox{, }}n\neq -1{\mbox{)}}}
{\displaystyle \int {\frac {dx}{\operatorname {sh} cx}}={\frac {1}{c}}\ln \left|\operatorname {th} {\frac {cx}{2}}\right|+C}
također: {\displaystyle \int {\frac {dx}{\operatorname {sh} cx}}={\frac {1}{c}}\ln \left|{\frac {\operatorname {ch} cx-1}{\operatorname {sh} cx}}\right|+C}
također: {\displaystyle \int {\frac {dx}{\operatorname {sh} cx}}={\frac {1}{c}}\ln \left|{\frac {\operatorname {sh} cx}{\operatorname {ch} cx+1}}\right|+C}
također: {\displaystyle \int {\frac {dx}{\operatorname {sh} cx}}={\frac {1}{c}}\ln \left|{\frac {\operatorname {ch} cx-1}{\operatorname {ch} cx+1}}\right|+C}
{\displaystyle \int {\frac {dx}{\operatorname {ch} cx}}={\frac {2}{c}}\operatorname {arctg} e^{cx}+C}
{\displaystyle \int {\frac {dx}{\operatorname {sh} ^{n}cx}}={\frac {\operatorname {ch} cx}{c(n-1)\operatorname {sh} ^{n-1}cx}}-{\frac {n-2}{n-1}}\int {\frac {dx}{\operatorname {sh} ^{n-2}cx}}+C\qquad {\mbox{(za }}n\neq 1{\mbox{)}}}
{\displaystyle \int {\frac {dx}{\operatorname {ch} ^{n}cx}}={\frac {\operatorname {sh} cx}{c(n-1)\operatorname {ch} ^{n-1}cx}}+{\frac {n-2}{n-1}}\int {\frac {dx}{\operatorname {ch} ^{n-2}cx}}+C\qquad {\mbox{(za }}n\neq 1{\mbox{)}}}
{\displaystyle \int {\frac {\operatorname {ch} ^{n}cx}{\operatorname {sh} ^{m}cx}}dx={\frac {\operatorname {ch} ^{n-1}cx}{c(n-m)\operatorname {sh} ^{m-1}cx}}+{\frac {n-1}{n-m}}\int {\frac {\operatorname {ch} ^{n-2}cx}{\operatorname {sh} ^{m}cx}}dx+C\qquad {\mbox{(za }}m\neq n{\mbox{)}}}
također: {\displaystyle \int {\frac {\operatorname {ch} ^{n}cx}{\operatorname {sh} ^{m}cx}}dx=-{\frac {\operatorname {ch} ^{n+1}cx}{c(m-1)\operatorname {sh} ^{m-1}cx}}+{\frac {n-m+2}{m-1}}\int {\frac {\operatorname {ch} ^{n}cx}{\operatorname {sh} ^{m-2}cx}}dx+C\qquad {\mbox{(za }}m\neq 1{\mbox{)}}}
također: {\displaystyle \int {\frac {\operatorname {ch} ^{n}cx}{\operatorname {sh} ^{m}cx}}dx=-{\frac {\operatorname {ch} ^{n-1}cx}{c(m-1)\operatorname {sh} ^{m-1}cx}}+{\frac {n-1}{m-1}}\int {\frac {\operatorname {ch} ^{n-2}cx}{\operatorname {sh} ^{m-2}cx}}dx+C\qquad {\mbox{(za }}m\neq 1{\mbox{)}}}
{\displaystyle \int {\frac {\operatorname {sh} ^{m}cx}{\operatorname {ch} ^{n}cx}}dx={\frac {\operatorname {sh} ^{m-1}cx}{c(m-n)\operatorname {ch} ^{n-1}cx}}+{\frac {m-1}{m-n}}\int {\frac {\operatorname {sh} ^{m-2}cx}{\operatorname {ch} ^{n}cx}}dx+C\qquad {\mbox{(za }}m\neq n{\mbox{)}}}
također: {\displaystyle \int {\frac {\operatorname {sh} ^{m}cx}{\operatorname {ch} ^{n}cx}}dx={\frac {\operatorname {sh} ^{m+1}cx}{c(n-1)\operatorname {ch} ^{n-1}cx}}+{\frac {m-n+2}{n-1}}\int {\frac {\operatorname {sh} ^{m}cx}{\operatorname {ch} ^{n-2}cx}}dx+C\qquad {\mbox{(za }}n\neq 1{\mbox{)}}}
također: {\displaystyle \int {\frac {\operatorname {sh} ^{m}cx}{\operatorname {ch} ^{n}cx}}dx=-{\frac {\operatorname {sh} ^{m-1}cx}{c(n-1)\operatorname {ch} ^{n-1}cx}}+{\frac {m-1}{n-1}}\int {\frac {\operatorname {sh} ^{m-2}cx}{\operatorname {ch} ^{n-2}cx}}dx+C\qquad {\mbox{(za }}n\neq 1{\mbox{)}}}
{\displaystyle \int x\operatorname {sh} cx\,dx={\frac {1}{c}}x\operatorname {ch} cx-{\frac {1}{c^{2}}}\operatorname {sh} cx+C}
{\displaystyle \int x\operatorname {ch} cx\,dx={\frac {1}{c}}x\operatorname {sh} cx-{\frac {1}{c^{2}}}\operatorname {ch} cx+C}
{\displaystyle \int \operatorname {th} cx\,dx={\frac {1}{c}}\ln |\operatorname {ch} cx|+C}
{\displaystyle \int \operatorname {cth} cx\,dx={\frac {1}{c}}\ln |\operatorname {sh} cx|+C}
{\displaystyle \int \operatorname {th} ^{n}cx\,dx=-{\frac {1}{c(n-1)}}\operatorname {th} ^{n-1}cx+\int \operatorname {th} ^{n-2}cx\,dx+C\qquad {\mbox{(za }}n\neq 1{\mbox{)}}}
{\displaystyle \int \operatorname {cth} ^{n}cx\,dx=-{\frac {1}{c(n-1)}}\operatorname {cth} ^{n-1}cx+\int \operatorname {cth} ^{n-2}cx\,dx+C\qquad {\mbox{(za }}n\neq 1{\mbox{)}}}
{\displaystyle \int \operatorname {sh} bx\operatorname {sh} cx\,dx={\frac {1}{b^{2}-c^{2}}}(b\operatorname {sh} cx\operatorname {ch} bx-c\operatorname {ch} cx\operatorname {sh} bx)+C\qquad {\mbox{(za }}b^{2}\neq c^{2}{\mbox{)}}}
{\displaystyle \int \operatorname {ch} bx\operatorname {ch} cx\,dx={\frac {1}{b^{2}-c^{2}}}(b\operatorname {sh} bx\operatorname {ch} cx-c\operatorname {sh} cx\operatorname {ch} bx)+C\qquad {\mbox{(za }}b^{2}\neq c^{2}{\mbox{)}}}
{\displaystyle \int \operatorname {ch} bx\operatorname {sh} cx\,dx={\frac {1}{b^{2}-c^{2}}}(b\operatorname {sh} bx\operatorname {sh} cx-c\operatorname {ch} bx\operatorname {ch} cx)+C\qquad {\mbox{(za }}b^{2}\neq c^{2}{\mbox{)}}}
{\displaystyle \int \operatorname {sh} (ax+b)\sin(cx+d)\,dx={\frac {a}{a^{2}+c^{2}}}\operatorname {ch} (ax+b)\sin(cx+d)-{\frac {c}{a^{2}+c^{2}}}\operatorname {sh} (ax+b)\cos(cx+d)+C}
{\displaystyle \int \operatorname {sh} (ax+b)\cos(cx+d)\,dx={\frac {a}{a^{2}+c^{2}}}\operatorname {ch} (ax+b)\cos(cx+d)+{\frac {c}{a^{2}+c^{2}}}\operatorname {sh} (ax+b)\sin(cx+d)+C}
{\displaystyle \int \operatorname {ch} (ax+b)\sin(cx+d)\,dx={\frac {a}{a^{2}+c^{2}}}\operatorname {sh} (ax+b)\sin(cx+d)-{\frac {c}{a^{2}+c^{2}}}\operatorname {ch} (ax+b)\cos(cx+d)+C}
{\displaystyle \int \operatorname {ch} (ax+b)\cos(cx+d)\,dx={\frac {a}{a^{2}+c^{2}}}\operatorname {sh} (ax+b)\cos(cx+d)+{\frac {c}{a^{2}+c^{2}}}\operatorname {ch} (ax+b)\sin(cx+d)+C}